# 勒鲁雷
勒鲁雷（法語：Le Rouret，法語發音：[lə ʁuʁɛ]）是法国滨海阿尔卑斯省的一个市镇，位于该省中南部，属于格拉斯区。

## 地理
勒鲁雷（43°40'28"N, 7°0'20"E）面积7.1 平方千米，位于法国普罗旺斯-阿尔卑斯-蓝色海岸大区滨海阿尔卑斯省，该省份为法国东南部沿海省份，南濒地中海，西南至瓦尔省，西北接上普罗旺斯阿尔卑斯省，北部和东部与意大利接壤。
与勒鲁雷接壤的市镇（或旧市镇、城区）包括：卢河畔勒巴尔、格拉斯新堡、奥皮奥、罗克福尔莱潘。

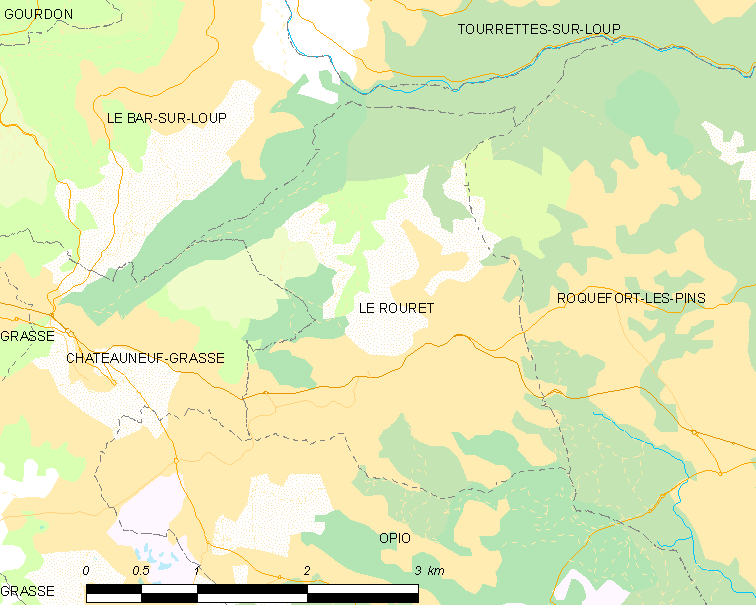
勒鲁雷的OSM定位图

勒鲁雷的时区为UTC+01:00、UTC+02:00（夏令时）。

## 行政
勒鲁雷的邮政编码为06650，INSEE市镇编码为06112。

## 政治
勒鲁雷所属的省级选区为瓦尔博讷县。

## 人口

1962-2008年间勒鲁雷人口变化图示

勒鲁雷于2022年1月1日时的人口数量为4198人。